# Thomas Guldberg Madsen
Thomas Guldberg Madsen (født 15. december 1971) er en dansk skuespiller.
Madsen blev uddannet fra Skuespillerskolen ved Aarhus Teater i 2004. Året forinden debuterede han i Vinden i Piletræerne på Det Kongelige Teater. Han har siden haft roller ved Aarhus Teater, Børneteatret Skægspire, Bådteatret, Det lille Turnéteater, Grønnegade Teater, Nørregaards Teater, Limfjordsteatret, Teater Hund, Zebu og Svalegangen.
Han har desuden medvirket i danske film som Oscarvinderen Druk (2020), Det er i jorden (nomineret til de gyldne palmer i Cannes 2021),  Meter i sekundet (2023), Der kommer en dag (2016), Du Forsvinder (2017) og Den Bedste Mand (2017) samt tv-serierne Livvagterne (2009), Dicte (2016) og Gidseltagningen (2017), Kastanjemanden (2021), Carmen Curlers(2022) og Klovn (2018).
Madsen er derudover lydbogsindlæser for bl.a. Gyldendal og Lindhardt & Ringhof.

## Filmografi

### Film
- Du forsvinder (2017)
- Den Bedste Mand (2017)
- Der kommer en dag ( 2016)

### Tv-serier
- Sommer (2008)
- Maj & Charlie (2008)
- Livvagterne (2009)
- Dicte 3 (2016)
- Gidseltagningen (2017)
- Sommerdahl (2023)